# Праздники Швейцарии

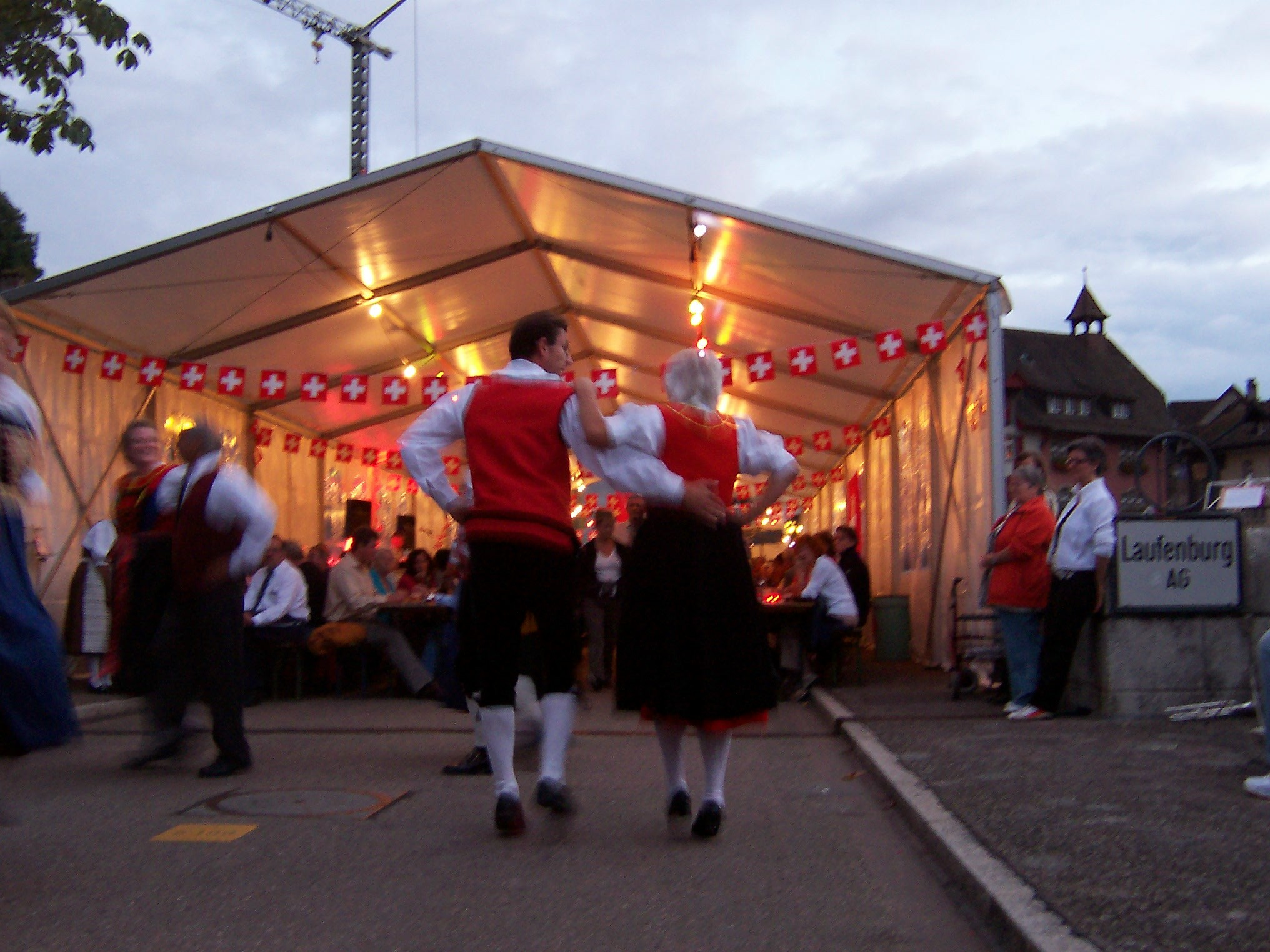
Танцевальное представление на Национальном празднике Швейцарии

В Швейцарии на федеральном уровне празднуется только Национальный праздник Швейцарии, являющийся государственным праздником для всей страны. Празднование других дат регулируется для кантонов отдельно. В связи с этим, за исключением Федерального праздника, есть только три дня которые также празднуются на всей территории Швейцарии: Новый год, Вознесение Господне и первый день Рождества. Во многих частях страны также празднуются Страстная пятница, Пасхальный понедельник, День Святой Троицы и День подарков. Празднование всех других праздников ограничивается несколькими кантонами или только определёнными округами и муниципальными образованиями в кантоне.

## Список официальных праздников

#### Праздники с определенной датой
Ниже представлен список праздничных дней в большинстве кантонов Швейцарии, основанный на источниках, и:
- 1 января — Новый год
- 2 января — День святого Бертольда. Праздник отмечается в большинстве кантонов Швейцарии в честь основателя города Берна.
- Страстная пятница (обычно в апреле)
- Пасха (обычно в апреле)
- Понедельник Светлой седмицы (первый после Пасхи)
- 1 мая — День труда
- Вознесение Господне (в мае-июне)
- Пятидесятница и Духов день
- Праздник тела Господня (обычно в июне)
- 1 августа — Национальный праздник Швейцарии
- 15 августа — Вознесение Девы Марии
- 1 ноября — День Всех Святых
- 8 декабря — День непорочного зачатия Пресвятой Девы Марии.
- 25 декабря — Рождество.
- 26 декабря — День подарков.

Есть также праздники, отмеченные выходными днями лишь в некоторых кантонах.

#### Празднества
Также существуют местные праздничные мероприятия, в основном это различные карнавалы и фестивали. К ним относятся:
- Фестиваль гурманов в Санкт-Морице[нем.]
- Карнавал в Люцерне[нем.]
- Бернский карнавал
- Карнавал в Базеле[нем.]
- Джазовый фестиваль в Монтрё
- Музыкальный фестиваль Вербье
- Кнабеншиссен
- Женевская эскалада
- Шестизвонье в Цюрихе
- Стрит Парад в Цюрихе
- Цюрифешт (раз в три года)